# Langenscheidt

Ehemaliges Logo

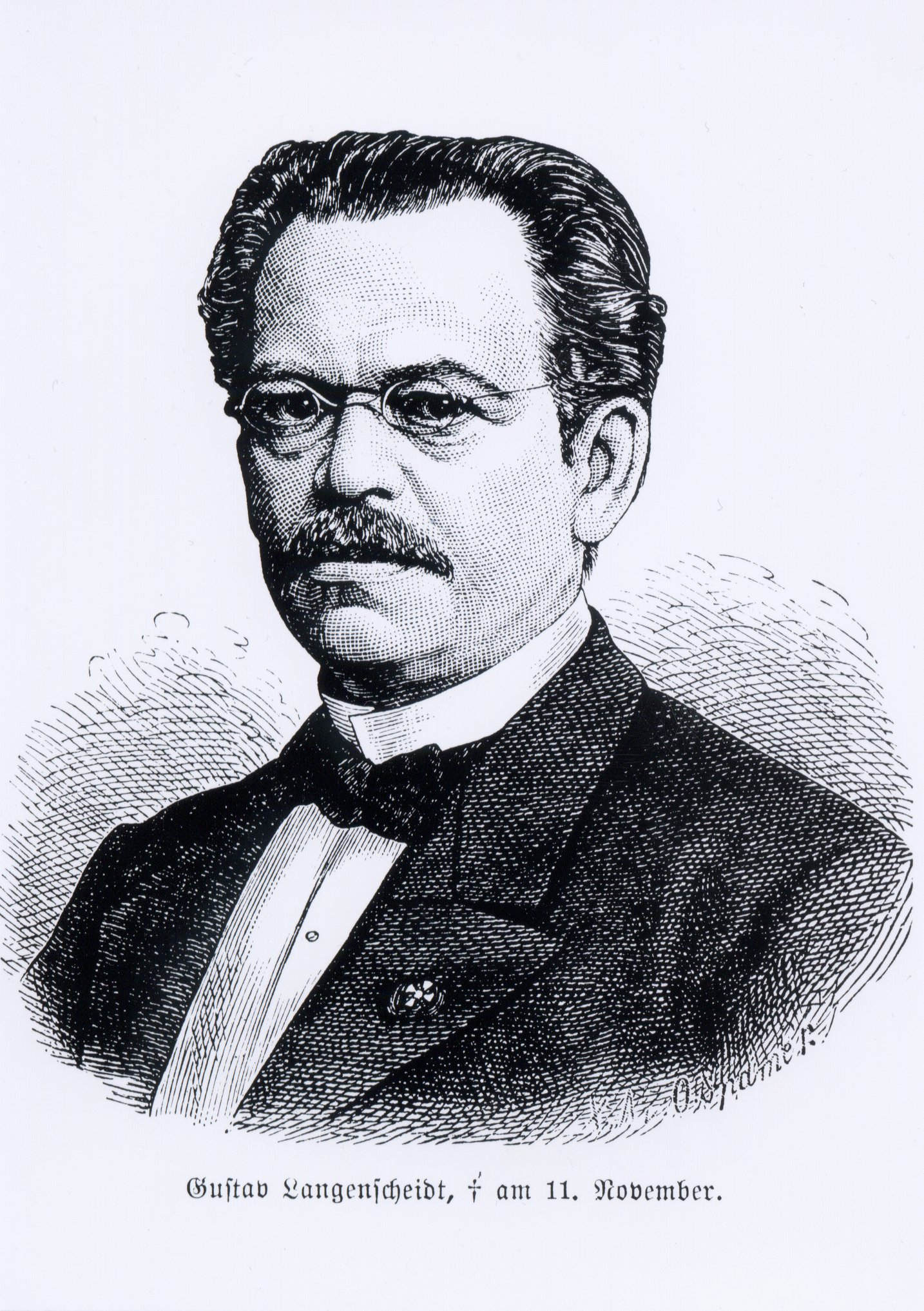
Firmengründer Gustav Langenscheidt

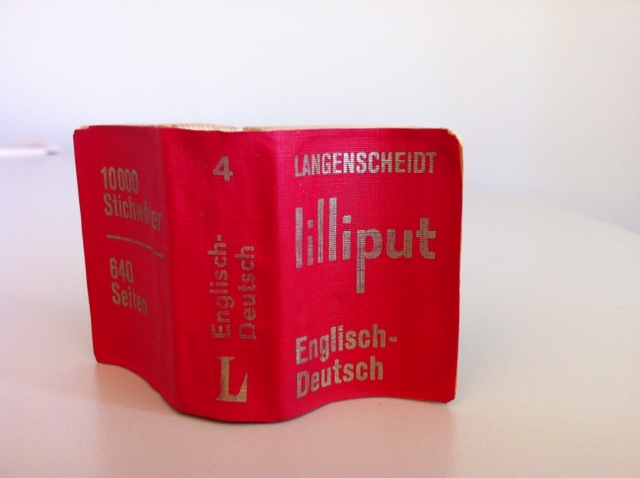
Langenscheidt-Wörterbuch Lilliput von 1964

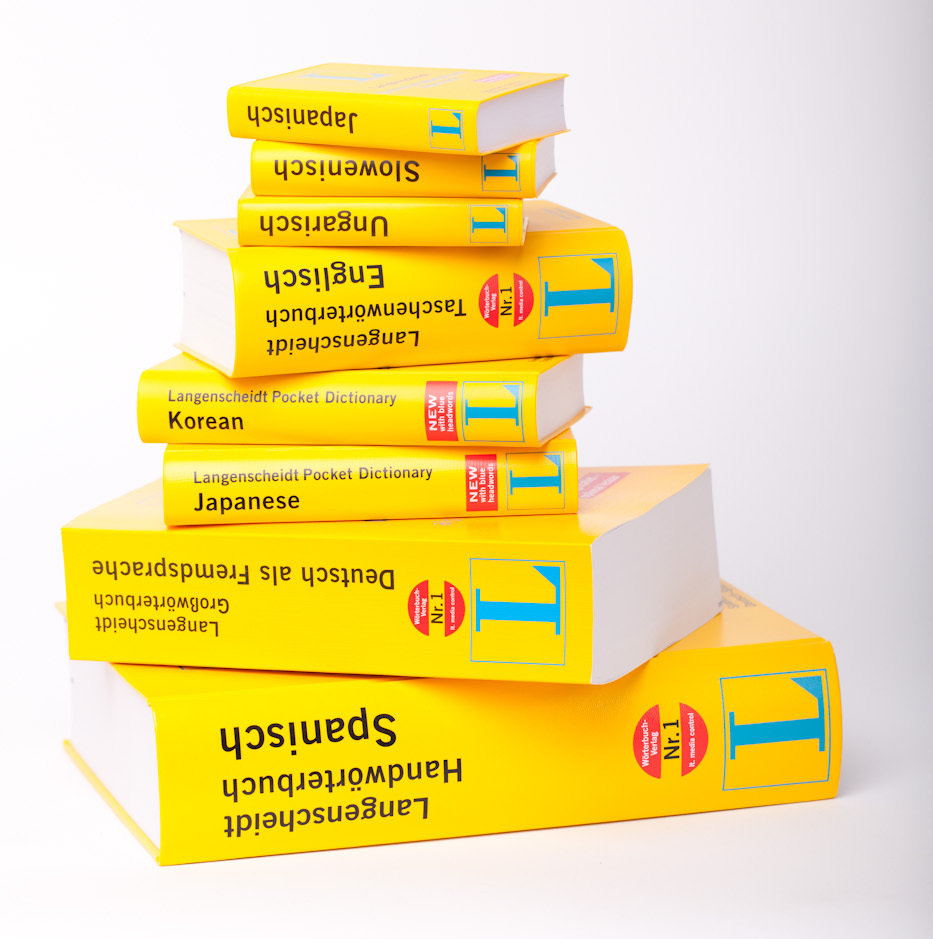
Langenscheidt-Wörterbücher

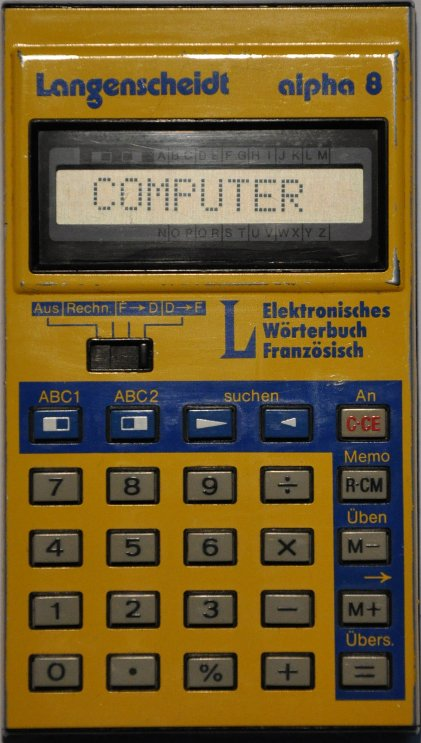
Langenscheidt alpha 8 (1983) – „das erste elektronische Wörterbuch der Welt“

Der Langenscheidt-Verlag war ein deutsches Medienunternehmen mit einem Programm im Bereich Sprachen.
Optisches Kennzeichen der Dachmarke Langenscheidt ist seit 1956 das türkisfarbene „L“ auf gelbem Grund. Das Unternehmen beging 2016 sein 160-jähriges Jubiläum.
2019 wurde die Marke von der PONS GmbH übernommen.

## Geschichte

### Gründung
Die Wurzeln des Langenscheidt Verlags reichen bis in die Mitte des 19. Jahrhunderts zurück: Am 1. Oktober 1856 gründete der 22-jährige Gustav Langenscheidt in Berlin unter der Bezeichnung „Expedition der Unterrichtswerke nach der Methode Toussaint-Langenscheidt“ sein Unternehmen. Er bot Unterrichtseinheiten für die französische Sprache im Direktvertrieb an. Ab 1. Januar 1868 fasste Langenscheidt seine Verlagsaktivitäten unter dem Namen „G. Langenscheidts Verlagsbuchhandlung“ zusammen. Am 1. April 1926 wurde die Einzelfirma in die „Langenscheidtsche Verlagsbuchhandlung (Prof. G. Langenscheidt) GmbH“ umgewandelt. 1951 erfolgte die Umfirmierung in die „Langenscheidt KG“. Seit 2013 firmiert das Unternehmen als „Langenscheidt GmbH & Co. KG“.
Die Idee, Sprachkurse zu veröffentlichen, kam Gustav Langenscheidt auf seiner Bildungsreise durch Europa. Umfangreiche Sprachkenntnisse waren im 19. Jahrhundert eher selten, insbesondere im Bürgertum. In London behinderte Langenscheidt seine Unkenntnis der englischen Sprache so sehr, dass er verärgert notierte: „Es ist ein wahrhaft peinliches Gefühl, unter Menschen nicht Mensch sein und seine Gedanken austauschen zu können.“

### Erste Produkte – Selbstlernbriefe und Wörterbücher
Als erstes Verlagsprodukt erschien 1856 ein Französisch-Kurs, den Langenscheidt gemeinsam mit seinem Französischlehrer Charles Toussaint (1813–1877) unter dem Titel „Brieflicher Sprach- und Sprechunterricht für das Selbststudium der französischen Sprache“ entwickelt hatte. Das Besondere an diesem Selbstlernkurs war, dass nicht die Grammatik im Fokus stand, sondern die Lektüre und die praktische Anwendung der Fremdsprache. Die wichtigsten Kennzeichen der Methode „Toussaint-Langenscheidt“ sind 1. die wortgetreue Interlinearübersetzung einfacher Sätze, 2. eine leicht verständliche, von Langenscheidt selbst entwickelte Lautschrift und 3. die strikte Verpflichtung zur täglichen Stoffwiederholung.
Der Erfolg stellte sich schnell ein: Zum 25-jährigen Verlagsjubiläum (1881) lagen die Französisch-Briefe bereits in der 30. Auflage vor. Beginnend mit den Unterrichtsbriefen für die englische Sprache (1861) wurde die Methode Toussaint-Langenscheidt auf andere Sprachen übertragen. 1923 erschien als 14. und letzte Fremdsprache der „Briefliche Sprach- und Sprechunterricht für das Selbststudium der hebräischen Sprache“.
1863 nahm Langenscheidt mit dem nach seinen Autoren benannten Französisch-Wörterbuch „Sachs-Villatte“ Wörterbücher in sein Programm auf. Der erste Teil des 4.000 Seiten starken Standardwerks mit über 310.000 Stichwörtern und Wendungen erschien 1869, der letzte 1880.
1869 begann der Berliner Verlag mit den Arbeiten an einem enzyklopädischen Wörterbuch der englischen Sprache. Die erste Lieferung des „Muret-Sanders“ kam 1891 heraus, die letzte erst 1901, also 32 Jahre nach Beginn der redaktionellen Arbeiten. Die Gesamtkosten lagen mit 600.000 Goldmark weit über der ursprünglich veranschlagten Summe. Die Substanzen des vierbändigen Wörterbuchs dienten auch als Grundlage einiger kleinerer Wörterbücher, die weithaus höhere Auflagen erreichten als der Muret-Sanders selbst. Verlagsgründer Gustav Langenscheidt erlebte die Fertigstellung des großen Wörterbuchs nicht mehr, wenige Tage vor seinem Tod am 11. November 1895 hatte er die Geschäfte an seinen Sohn Carl Langenscheidt (1870–1952) übergeben.

### Beginn des 20. Jahrhunderts – Wörterbuchreihen und erste Non-Book-Artikel
Zu Beginn des 20. Jahrhunderts begann Langenscheidt konsequent in Reihen zu denken und seine Substanzen auf diese Weise optimal zu verwerten. Aus den 1883 als Langenscheidts Notwörterbücher für Englisch und Französisch veröffentlichten Lexika wurde 1903 die erste Wörterbuchserie des Verlags entwickelt: Die Taschenwörterbücher sind bis heute eine der tragenden Säulen des Langenscheidt-Wörterbuch-Programms.
Bereits im 19. Jahrhundert erwies sich der Langenscheidt-Verlag als Technik-Trendsetter und experimentierte mit Grammofonplatten. Das Ergebnis waren 1905 die weltweit ersten Platten für den Selbstlern-Sprachunterricht. Die in Kooperation mit der Deutschen Grammophon-Gesellschaft produzierten Scheiben erleichterten das Erlernen der englischen Sprache und ergänzten das Verlagsprogramm erstmals um einen Non-Book-Artikel.

### 1950–1980 – Reiseführer, Expansion und Umzug nach München
Im Zweiten Weltkrieg wurde das 1905 errichtete Berliner Verlagsgebäude weitgehend zerstört. Die Flammen vernichteten den größten Teil der Redaktions- und Druckunterlagen sowie zahlreiche Maschinen. 1947 konnten die Verlagstätigkeit wieder aufgenommen und mit dem Wiederaufbau begonnen werden.
1948 trat Karl Ernst Tielebier-Langenscheidt (* 1921), der Urenkel des Firmengründers, in das Unternehmen ein. 1951 wurde er persönlich haftender Gesellschafter und 1952 Nachfolger seines Großvaters Carl Langenscheidt. In dieser Zeit wurde Heinz Friedrich Wendt als Lektor eingestellt. Wendt prägte den Verlag und schuf bedeutende Sprachlehrwerke.
Ende der 1950er-Jahre etablierte Langenscheidt als zweite Säule seines Verlagsgeschäfts das Segment Reise und Kartografie: Der 1955 übernommene Polyglott-Verlag, der bislang auf Sprachführer spezialisiert war, wurde 1959 um eine Reiseführerreihe ergänzt. Sie entwickelte sich unter dem Namen Polyglott Reiseführer in kurzer Zeit zu einer der erfolgreichsten Marken für Reiseinformationen im deutschsprachigen Raum. Von 1980 an baute Langenscheidt den Bereich Reise und Kartografie durch Firmenübernahmen im In- und Ausland systematisch aus. Der wichtigste Expansionsschritt war die in zwei Stufen (1992 und 1996) erfolgte Übernahme des internationalen Tourismusverlags APA Publications, Singapur. Mit dem Kauf der APA Insight Guides wurde Langenscheidt zu einem der weltweit größten Anbieter von Reiseliteratur.
Auf den Bau der Berliner Mauer reagierte Langenscheidt 1961 mit der Gründung einer Niederlassung in München. 1968 wurde dort in der Neusser Straße 3 das erste eigene Verlagsgebäude bezogen.

### 1980 bis heute – Print-Programm und digitale Produkte
1981 trat Andreas Langenscheidt (* 1952) in das väterliche Unternehmen ein und wurde – ebenso wie sein Bruder Florian Langenscheidt – 1990 geschäftsführender und persönlich haftender Gesellschafter der Langenscheidt KG. Er entwickelte das Unternehmen, das er bis 2010 leitete, zu einer internationalen Verlagsgruppe. Sein jüngerer Bruder Florian zog sich 1994 aus der operativen Geschäftsführung zurück.
1983 präsentierte Langenscheidt mit dem Alpha 8 Englisch das „erste elektronische Wörterbuch der Welt“. Die ersten Wörterbuchanwendungen für PDAs und Smartphones kamen 2005 auf den Markt. 2010 launchte das Verlags- und Medienhaus die ersten digitalen Bücher und Apps. Mit Langenscheidt IQ präsentierte das Unternehmen 2012 erstmals einen crossmedialen, individualisierbaren Sprachkurs für Selbstlerner.
Seit 2008 ruft der Verlag in Kooperation mit der Jugendzeitung YAEZ, dem Jugendmagazin Bravo, der Organisation die Arche und dem TV-Magazin taff Jugendliche jährlich zu einer Abstimmung über das Jugendwort des Jahres auf. Die Veranstaltung läuft unter dem Namen Jugendwort des Jahres.
2015 wurde DaF – Deutsch als Fremdsprache zu einem weiteren Schwerpunkt des Unternehmens. Damit einhergehend beschäftigte sich das Unternehmen auch mit dem Thema Flüchtlinge in Deutschland und beteiligt sich an der Integrations-Initiative Wir zusammen der deutschen Wirtschaft, was durch das Patenschaftsversprechen bekräftigt wurde.
Seit Sommer 2016 bietet Langenscheidt mit dem L Sprachkurs auch eine Sprachlern-App an. Der Kurs richtet sich an Anfänger und Wiedereinsteiger, die in kurzen Lerneinheiten Englisch oder Spanisch lernen wollen.
2017 strukturierte Langenscheidt seine Geschäftsbereiche neu. Die bisher interne Abteilung Digital Business bündelte seither als eigenständige Gesellschaft (Langenscheidt Digital GmbH & Co. KG) die digitalen Aktivitäten.

### Übernahme
Ab Januar 2013 war die Günther Holding Eigentümerin der Langenscheidt GmbH & Co. KG, nachdem die Familie Langenscheidt ihre Anteile verkauft hatte. Mit den zwei Geschäftsbereichen „Sprachen lernen“ und „Lexikografie und Education“ konzentriert sich das Unternehmen heute auf seine Kernkompetenz Sprachenlernen. Auf die „seit Jahren anhaltende negative Umsatz- und Ergebnisentwicklung“ reagierte der Eigentümer Anfang 2015 mit einem Personalabbau.
Am 26. April 2019 wurde der Klett Gruppe (bekannt durch die Marke Pons)  der mittelbare Erwerb wesentlicher Vermögensteile der Langenscheidt GmbH & Co. KG und der Langenscheidt Digital GmbH & Co. KG vom Bundeskartellamt genehmigt. (Aktenz. B6-27/19).
Übernommen wurden laut Pressemitteilung „ausgewählte Print- und Digital-Titel“ sowie die Markenrechte, nicht jedoch die 50 Mitarbeiter von Langenscheidt, da es nach Angaben einer Klett-Sprecherin bereits genug „Fachkompetenz im Haus“ gebe. Der Langenscheidt-Standort München wurde geschlossen.

## Beteiligungen und Kooperationen
Seit 1988 hielt die Langenscheidt KG eine Mehrheitsbeteiligung an der Bibliographisches Institut & F. A. Brockhaus AG, zu der unter anderem die Markenklassiker Duden, Brockhaus und Meyer sowie die Kalenderverlage Harenberg (seit 2004) und Weingarten (seit 2006) gehörten. Brockhaus wurde 2008 an Bertelsmann verkauft, den Rest des Bibliographischen Instituts hat 2009 Cornelsen übernommen.
1993 wurde die auf elektronische Wörterbücher spezialisierte Hexaglot-Gruppe in Hamburg übernommen. Damit konnte die Langenscheidt KG ihre Marktposition in diesem Segment ausbauen.
Ferner kooperierte Langenscheidt in den 1990ern bei Französisch-Lehrbüchern mit dem französischen Verlag Hachette Livre.
2002 übernahm Langenscheidt die weltweiten Verlagsaktivitäten der Berlitz International Inc., Princeton.
2005 wurde eine langfristige Kooperation mit dem Mailänder Buchkonzern Mondadori vereinbart. Dadurch konnte Langenscheidt auch auf dem italienischen Wörterbuchmarkt Fuß fassen.
2007 gründete die Langenscheidt Verlagsgruppe über ihre Tochter APA Publications mit der französischen Michelin-Gruppe in London den Verlag Michelin APA Publications Ltd. Der gemeinsame Verlag publiziert die Michelin-Reiseführer in englischer Sprache; ausgenommen sind lediglich die von Michelin veröffentlichten Hotel- und Restaurantführer.
2011 verkaufte Langenscheidt seine Reiseführermarken Polyglott und APA an die GVG Travel Media GmbH, eine Tochter der Ganske Verlagsgruppe. Den Geschäftsbereich „Erwachsenenbildung und Schule“ verkaufte Langenscheidt 2012 an Klett.
2013 startete Langenscheidt eine Kooperation mit der Selecta Spielzeug AG in den Bereichen Produktentwicklung, Marketing und Vertrieb.

## Der Langenscheidt-Markenauftritt
Gustav Langenscheidt ließ 1882 erstmals das Warenzeichen „Ohnʼ Fleiß kein Preis“ eintragen. Es zeigt eine Weltkugel, über der drei Hände ineinandergreifen. Deren Handgelenke tragen Armbänder mit den Aufschriften „England“, „Frankreich“ und „Deutschland“. Im Vordergrund sind das Spruchband mit „Ohnʼ Fleiß kein Preis“, Lorbeerzweige und ein geschwungenes „L“ zu sehen. Damit nutzte Langenscheidt bereits früh den Zeichenschutz, der in Deutschland 1874 eingeführt worden war.
Zunächst hieß die Marke trotz des „L“ im Zeichen jedoch nicht „Langenscheidt“, sondern „Methode Toussaint-Langenscheidt“. Ab 1912 wurde das Akronym „Metoula“ verwendet. Es folgte das Signet „LVB“ (für „Langenscheidts Verlagsbuchhandlung“) und schließlich wurde ab 1903 das Initial „L“ auf die Einbände der Wörterbücher gedruckt. Um 1920 wurde das Markenzeichen in einer ersten Überarbeitung vereinfacht und zehn Jahre später noch einmal reduziert. Es bestand nun aus Weltkugel, Band ohne Spruch, Lorbeerzweig und einem Serifen-„L“ in der Mitte. Die Anmutung entsprach ganz der Neuen Sachlichkeit der damals populären Gebrauchsgrafik.
Die entscheidende Veränderung erfolgte 1956 mit der Einführung des türkisfarbenen „L“ auf gelbem Grund. Gestaltet wurde es von dem Berliner Professor Richard Blank, der nicht nur das Logo entwarf, sondern auch ein zugehöriges Corporate Design entwickelte. Weitere Modifizierungen erfolgten 1986, 2002 und zuletzt 2013. Für den neuen Markenauftritt, der auch die gestalterische Weiterentwicklung des traditionsreichen Markenzeichens beinhaltet, erhielt Langenscheidt 2013 einen Red Dot Award.
2010 ließ sich Langenscheidt die Farbmarke Gelb für seine zweisprachigen gedruckten Wörterbücher als Marke eintragen und verklagte 2012 den Sprachlern-Softwarehersteller Rosetta Stone auf Unterlassung und Schadensersatz, da auch dieser die Farbe für seine Produkte einsetzte. Im September 2014 entschied der für das Markenrecht zuständige I. Zivilsenat des Bundesgerichtshofs, dass die gelbe Verpackung von Rosetta Stone die Farbmarke von Langenscheidt verletzt.
2016 war das Langenscheidt-Logo im Rahmen der Ausstellung LOGO – Die Kunst mit dem Zeichen im Museum für Konkrete Kunst in Ingolstadt als einziges Logo eines Buchverlages vertreten.

## Trivia
Im Jahr 2014 wurde die Abstimmung über das Jugendwort des Jahres von Mitgliedern der Seiten 4chan manipuliert, indem eine gefälschte Facebook-Seite erstellt und aufgerufen wurde, für das Wort „fappieren“ zu stimmen. Obwohl die Abstimmung dann zugunsten von „fappieren“ ausfiel, entschied sich die Jury für die Phrase „läuft bei dir“. 2015 wurde das Wort „Alpha-Kevin“ wegen möglicher Diskriminierung aus der Abstimmung entfernt, obwohl es an der Spitze lag.